# Жабакуара (станція метро Сан-Паулу)
Жабакуара (порт. Estação Jabaquara) — станція метро Сан-Паулу, розташована на Лінії 1 (синя) в окрузі Жабакуара на півнді міста. Станція була відкрита 14 вересня 1974 року.